# Episodi di DuckTales (serie animata 2017) (prima stagione)
La prima stagione della serie animata DuckTales, composta da venticinque episodi, è stata trasmessa in prima visione negli Stati Uniti d'America dal 12 agosto 2017 al 18 agosto 2018 su Disney XD.
In Italia è andata in onda dal 26 novembre 2017 al 30 novembre 2018 su Disney Channel.
Per motivi ancora oscuri, i primi cinque episodi della stagione in patria sono stati trasmessi in un ordine non corretto, e tale errore si è ripercosso anche sulla trasmissione italiana delle puntate e sull'ordine di caricamento delle stesse su Disney+.
| nº | Titolo originale                             | Titolo italiano                         | Prima TV USA      | Prima TV Italia  |
| -- | -------------------------------------------- | --------------------------------------- | ----------------- | ---------------- |
| 1  | Woo-oo!: Part 1                              | In cerca di Atlantide - Prima parte     | 12 agosto 2017    | 26 novembre 2017 |
| 2  | Woo-oo!: Part 2                              | In cerca di Atlantide - Seconda parte   | 12 agosto 2017    | 26 novembre 2017 |
| 3  | The Great Dime Chase!                        | Caccia alla Numero Uno                  | 23 settembre 2017 | 10 ottobre 2017  |
| 4  | Daytrip of Doom!                             | Una giornata da incubo                  | 23 settembre 2017 | 3 dicembre 2017  |
| 5  | The Beagle Birthday Massacre!                | Il compleanno di Mamma Bass             | 30 settembre 2017 | 17 dicembre 2017 |
| 6  | Terror of the Terra-firmians!                | Avventure nel sottosuolo                | 7 ottobre 2017    | 14 gennaio 2018  |
| 7  | The House of the Lucky Gander!               | La casa di Gastone il fortunato         | 14 ottobre 2017   | 24 dicembre 2017 |
| 8  | The Infernal Internship of Mark Beaks!       | Il neomiliardario                       | 21 ottobre 2017   | 21 gennaio 2018  |
| 9  | The Living Mummies of Toth-Ra!               | Le mummie viventi di Toth-Ra            | 28 ottobre 2017   | 28 gennaio 2018  |
| 10 | The Impossible Summit of Mt. Neverrest!      | L'impossibile vetta del Monte Maiverest | 2 dicembre 2017   | 4 febbraio 2018  |
| 11 | The Spear of Selene!                         | La lancia di Selene                     | 4 maggio 2018     | 6 maggio 2018    |
| 12 | Beware the B.U.D.D.Y. System!                | Un robot pericoloso                     | 11 maggio 2018    | 13 maggio 2018   |
| 13 | The Missing Links of Moorshire!              | Gli anelli mancanti del Moorshire       | 18 maggio 2018    | 20 maggio 2018   |
| 14 | McMystery at McDuck McManor!                 | Mistero alla villa De' Paperoni         | 25 maggio 2018    | 27 maggio 2018   |
| 15 | Jaw$!                                        | Lo $qualo                               | 16 giugno 2018    | 19 novembre 2018 |
| 16 | The Golden Lagoon of White Agony Plains!     | Il mistero della Laguna Dorata          | 23 giugno 2018    | 20 novembre 2018 |
| 17 | Day of the Only Child!                       | Il giorno del figlio unico              | 30 giugno 2018    | 21 novembre 2018 |
| 18 | From the Confidential Casefiles of Agent 22! | Dai dossier segreti dell'Agente 22!     | 7 luglio 2018     | 22 novembre 2018 |
| 19 | Who is Gizmoduck?!                           | Chi è Robopap?!                         | 14 luglio 2018    | 23 novembre 2018 |
| 20 | The Other Bin of Scrooge McDuck!             | L'altro deposito di Paperone            | 21 luglio 2018    | 26 novembre 2018 |
| 21 | Sky Pirates...In the Sky!                    | I pirati dell'aria                      | 28 luglio 2018    | 27 novembre 2018 |
| 22 | The Secret(s) of Castle McDuck!              | I segreti del Castello de' Paperoni     | 4 agosto 2018     | 28 novembre 2018 |
| 23 | The Last Crash of the Sunchaser!             | L'ultimo schianto del Sunchaser         | 11 agosto 2018    | 29 novembre 2018 |
| 24 | The Shadow War!: Part 1                      | La guerra delle ombre - Prima parte     | 18 agosto 2018    | 30 novembre 2018 |
| 25 | The Shadow War!: Part 2                      | La guerra delle ombre - Seconda parte   | 18 agosto 2018    | 30 novembre 2018 |

## In cerca di Atlantide - Prima parte
- Titolo originale: Woo-oo!: Part 1
- Soggetto: Francisco Angones, Colleen Evanson, Noelle Stevenson, Madison Bateman, Nate Federman, Matt Youngberg
- Sceneggiatura: Francisco Angones
- Regia: Dana Terrace, John Aoshima

### Trama
Non potendo lasciarli da soli con la loro casa-barca, Paperino lascia a malincuore i suoi nipotini gemelli Qui, Quo e Qua con il suo alienato zio Paperon de' Paperoni, mentre fa un colloquio di lavoro. Entusiasti di avere il mitico miliardario avventuriero come prozio, i gemelli lo tartassono di domande, al punto che Paperone li relega in una stanza. I tre si imbattono in Gaia Vanderquack, nipote della governante Tata Beakley, che fa amicizia con loro e mostra una collezione di reliquie e manufatti che Paperone ha trovato durante le loro avventure precedenti. I gemelli iniziano a dubitare delle storie quando notano un quadro che sembra dimostrare che anche Paperino lo seguiva nelle avventure, ma liberano accidentalmente vari spiriti malvagi alloggiati nei manufatti.

## In cerca di Atlantide - Seconda parte
- Titolo originale: Woo-oo!: Part 2
- Soggetto: Francisco Angones, Colleen Evanson, Bob Snow, Matt Youngberg, Madison Bateman, Christian Magalhaes, Rachel Vine
- Sceneggiatura: Rachel Vine
- Regia: Dana Terrace

### Trama
Dopo che i ragazzi lo hanno aiutato a contenerli, Paperone ritrova la sua sete di avventura e decide di portarli tutti, insieme al suo autista e pilota Jet McQuack, a trovare il gioiello perduto di Atlantide. Tuttavia, il gruppo ignora che il rivale di Paperone, Cuordipietra Famedoro, cerca anch'egli il gioiello e ha assunto Paperino come suo marinaio, portando a una corsa contro il tempo per rivendicare la reliquia. Durante la loro ricerca ad Atlantide, Quo discute con Paperone sul fatto di averli rinchiusi e di non volerli in giro, ma alla fine si riconciliano. Infine, Paperone riesce a ottenere il gioiello, e Paperino e i ragazzi si trasferiscono a Villa de' Paperoni dopo che un incidente costa loro la casa galleggiante. Rivisitando la collezione di Paperone, Quo guarda bene il dipinto di prima notando un terzo soggetto: sua madre Della, scomparsa da molti anni.

## Una giornata da incubo
- Titolo originale: Daytrip of Doom!
- Soggetto: Francisco Angones, Colleen Evanson, Bob Snow, Matt Youngberg, Madison Bateman, Christian Magalhaes, Rachel Vine
- Sceneggiatura: Rachel Vine
- Regia: Dana Terrace

### Trama
Qui, Quo e Qua decidono di portare Gaia nel parco giochi Casa dello spasso di Spassy. Tuttavia, a causa del fatto che è stata rinchiusa nella villa per quasi tutta la sua vita, Gaia ha difficoltà a divertirsi e porta i ragazzi nei guai. Uno di questi guai li fa passare per il quartiere malfamato, dove sono avvistati dalla Banda Bassotti, che intendono rapirli a scopo di riscatto, con grande disapprovazione di Mamma Bass. Nel frattempo, Paperino e Tata litigano per i loro distinti metodi di convivenza, ma dopo aver ricevuto la richiesta di riscatto, lavorano insieme per salvare i ragazzi e portarli a casa sani e salvi i quali, grazie a Gaia, sono riusciti a neutralizzare Mamma Bass.

## L'impossibile vetta del Monte Maiverest
- Titolo Originale: The Impossible Summit of Mt. Neverrest!
- Soggetto: Francisco Angones, Madison Bateman, Colleen Evanson, Christian Magalhaes, Bob Snow, Noelle Stevenson, Matt Youngberg
- Sceneggiatura: Francisco Angones, Noelle Stevenson
- Regia: Tom Owens, Matt Youngberg

### Trama
Paperone, Gaia, Jet e i gemelli attendono impazientemente di andare a scalare il Monte Maiverest, un'alta montagna la cui vetta non è mai stata conquistata. Qua che si rifiuta di scalare il monte appena ha saputo che non vi è alcun tesoro e anche Jet, cadendo dalla montagna, finisce ai piedi del monte e con gli occhiali appannati, crede di essere caduto vittima di una malattia di cui un abietto venditore gli ha parlato con la scusa di vendergli più roba. Qua lo aiuta e smaschera la bugia. Intanto, il gruppo restante, scopre che il Maiverest usa dei portali spazio-temporali per proteggere la sua vetta e Paperone decide di voler arrivare fino in cima per non essere più il “Fifone del Maiverest”, titolo ottenuto durante il suo primo tentativo di scalata, ma Qui gli apre gli occhi dicendo: A volte il vero coraggio è saper rinunciare, e così decidono di scendere.

## Caccia alla Numero Uno
- Titolo originale: The Great Dime Chase!
- Soggetto: Francisco Angones, Colleen Evanson, Bob Snow, Madison Bateman, Christian Magalhaes, Matt Youngberg
- Sceneggiatura: Madison Bateman
- Regia: John Aoshima

### Trama
A villa de' Paperoni Qua è intenzionato a passare un pomeriggio di ozio davanti alla tv, sprecando bevande e crogiolandosi nel fatto che ora la sua famiglia è ricca; il suo comportamento irrita Paperone, il quale decide che lo porterà con sé al Deposito per fargli vedere come si lavora sodo. Al Deposito, Qua usa per errore la Numero Uno dello zio in un distributore di bibite, definendolo "un decino d'emergenza", per poi scoprire della sua natura di base del suo impero quando Paperone ne ai fratelli Buzzard, il suo consiglio d'amministrazione. Il nipote chiede aiuto ad Archimede, strambo e permaloso inventore delle macchine di Paperone, prestandogli Edi. Ma Edi, non avendo una lampadina adatta, si ribella e attacca Qua, risucchiando tutti i decini del Deposito. Qua e Archimede pongono rimedio al problema e Qua trova in tempo il decino, scoprendo però che quello della teca è un'imitazione: la vera Numero Uno ce l'ha Paperone appesa al collo. Intanto, Quo parla a Gaia, autonominata esperta del Clan de' Paperoni, se sa qualcosa circa Della, ma pure lei sa poco e niente e decidono di cercare negli archivi del Deposito. Lì trovano una stanza piena di manufatti riguardanti Della, tra cui un biglietto in cui la papera si scusa si aver rubato la "lancia di Selene".

## Il compleanno di Mamma Bass
- Titolo originale: The Beagle Birthday Massacre!
- Soggetto: Francisco Angones, Colleen Evanson, Bob Snow, Madison Bateman, Christian Magalhaes
- Sceneggiatura: Bob Snow
- Regia: Dana Terrace

### Trama
Quando Qui, Quo e Qua partono per un'avventura in barca, lasciando Gaia a terra, la paperotta fa amicizia con Lena, papera un po' più grande di lei, introversa e arrogante, seppur simpatica. Sfortunatamente Lena e Gaia, giocando insieme, si intrufolano (all'insaputa di quest'ultima) all'interno della base della Banda Bassotti dove si sta festeggiando il compleanno di Mamma Bass. Le paperine vengono così scoperte e inseguite senza tregua dai malviventi. Durante la notte Gaia e Lena stringono una forte amicizia e rincontrano i nipoti, tornati dalla loro gita in barca. Tuttavia Lena viene rapita dai Bassotti, e Gaia, Qui, Quo e Qua decidono di andare a salvarla. Tuttavia, i quattro vengono scoperti e catturati dalla banda; Lena però, grazie ad un abile stratagemma e all'aiuto degli amici, riesce a far mettere i Bassotti l'uno contro l'altro, riuscendo così a fuggire. Tornati a Villa de' Paperoni, Gaia, Qui, Quo e Qua salutano la loro nuova amica, mentre Lena, tornata a casa, usa il suo amuleto per evocare evoca l'ombra di sua zia Amelia, acerrima nemica di Paperone, comunicandole che "Ce l‘ha fatta".

## La casa di Gastone il fortunato
- Titolo originale: The House of the Lucky Gander!
- Soggetto: Francisco Angones, Madison Bateman, Colleen Evanson, Christian Magalhaes, Bob Snow
- Sceneggiatura:  Christian Magalhaes
- Regia: Matthew Humphreys, Tom Owens

### Trama
Durante il loro viaggio alla ricerca del Grillo d'Oro, Paperone, Paperino, Gaia, Qui, Quo, Qua e Jet si fermano a Macao per far visita a Gastone Paperone, il fortunato (e odiato) cugino di Paperino, che ha chiesto il loro aiuto. Gastone sembra passarsela bene presso il casinò "Casa del fortunato" di Rospo Liu Hai, ma insiste nel chiedere a Paperino di fermarsi e giocare con lui. Credendo che lo voglia umiliare vincendo a tutti i giochi che perde, Paperino se ne va e Gastone rivela che è prigioniero perché Liu Hai è uno spirito che si nutre di fortuna. Paperone fa un patto col rospo: Paperino e Gastone si sfideranno in una gara a ostacoli e se Paperino vince, saranno liberi di andarsene. Paperino vince la gara facendo ricorso alla sua determinazione e la sua rabbiosa invidia verso il cugino. Liu Hai li lascia andare ma decide di tenersi Gastone. Tuttavia Paperone afferma che se Paperino ha vinto, è lui quello fortunato ora e non più Gastone. In questo modo Liu Hai decide di prendere Paperino, me egli rimane comunque il papero più sfortunato del mondo, e la sfortuna di Paperino, provoca la distruzione della casa del fortunato e la sconfitta di Liu Hai. Dopo ciò Paperone e la sua famiglia si dirigono verso il tempio del Grillo d'Oro.

## Il neomiliardario
- Titolo originale: The Infernal Internship of Mark Beaks!
- Soggetto: Francisco Angones, Madison Bateman, Colleen Evanson, Christian Magalhaes, Bob Snow
- Sceneggiatura: Colleen Evanson
- Regia: John Aoshima

### Trama
Mentre Paperone e Famedoro continuano a sfidarsi, Qui e Quo gareggiano per chi sarà il nuovo stagista del giovane inventore miliardario Mark Becchis. Dopo missioni e missioni, ad avere il ruolo di stagista è Qui. All'azienda di Becchis entra l'agente segreto Falcon Sepolcris per costringere Becchis a mostrargli il suo "progetto Ta Dah". Qui, Quo e Falcon scoprono che il progetto Ta Dah non esiste (da qui il nome), è solo una truffa affinché la gente investa i soldi in nulla. Falcon, scoprendo che è stato Becchis stesso a chiamarlo nella missione per creare scandalo, decide di buttarlo giù dal palazzo. Qui e Quo salvano Becchis, così Falcon si ritira dalla sua missione, mentre i ragazzi rifiutano di lavorare per Becchis e tornano così alla villa de' Paperoni. Nel frattempo Paperone e Famedoro architettano un piano per liberarsi del nuovo potenziale rivale, ma Paperone scopre che c'era un'altra cosa: dopo aver sconfitto Becchis, Famedoro voleva anche sconfiggere Paperone. Quest'ultimo scoperto ciò, abbandona il piano.

## Le mummie viventi di Toth-Ra
- Titolo originale: The Living Mummies of Toth-Ra!
- Soggetto: Francisco Angones, Madison Bateman, Colleen Evanson, Christian Magalhaes, Bob Snow
- Sceneggiatura: Madison Bateman
- Regia: Dana Terrace

### Trama
Paperone, Qui, Quo, Qua, Jet e Gaia vanno a visitare una piramide egiziana per trovare il tesoro del faraone Toth-Ra. Cadendo in uno scivolo, Qua e Gaia si separano dal resto del gruppo. Intanto, gli altri incontrano degli adepti di Toth-Ra che da generazioni vivono sotto la piramide, con Toth-Ra che occasionalmente regala a loro qualche secondo di luce solare. Paperone convince gli adepti a rinunciare a questa tirannia e a salvare Gaia e Qua, finiti nella sala di Toth-Ra. Intanto, i paperotti scoprono che in realtà il faraone era animato come un burattino da un sacerdote e lo smascherano, ma accidentalmente, Qua porta in vita il faraone, che riescono a sconfiggere esponendolo alla luce. Gli adepti escono così dalla piramide, potendosi così godere le meraviglie della superficie.

## Avventure nel sottosuolo
- Titolo originale: Terror of the Terra-firmians!
- Soggetto: Francisco Angones, Madison Bateman, Colleen Evanson, Christian Magalhaes, Bob Snow
- Sceneggiatura: Christian Magalhaes
- Regia: Matthew Humphreys, Tom Owens

### Trama
Lena porta i ragazzi, Tata e Jet a vedere un film horror, poi con Gaia e Qui si avventurano nella metropolitana abbandonata di Paperopoli per cercare delle strane creature note come i Terrifermini. Nei sotterranei, i tre si recano in un treno abbandonato, ma sono raggiunti dagli altri. Tata incolpa Lena di essere una cattiva influenza e, sul punto di allontanarla da sua nipote, l'uscita viene bloccata da una frana. Beakley ordina a Jet e a Quo di aggiustare il treno e portarlo dall'altra parte del tunnel, ma Jet, influenzato dal film, crede che Quo sia un mostro e fa partire velocemente il treno, scagliandosi contro un masso, e una parte del treno cade su Tata, che però viene salvata da Lena grazie ai poteri del suo amuleto (senza farsi scoprire da nessuno). Il gruppo, dopo aver scoperto che le creature esistono, escono dai sotterranei con il loro aiuto. Beakley si scusa con Lena per aver dubitato di lei, per questo Beakley invita Lena alla villa per mangiare dei pancake.

## Mistero alla villa De' Paperoni
- Titolo originale: Mystery at McDuck McManor!
- Soggetto: Francisco Angones, Madison Bateman, Colleen Evanson, Christian Magalhaes, Bob Snow
- Sceneggiatura: Colleen Evanson
- Regia: John Aoshima

### Trama
È il compleanno di Paperone, e Qui, Quo e Qua organizzano una festa a sorpresa per lui, nonostante gli altri glielo sconsiglino: Paperone non fa feste dalla morte del suo organizzatore, il fedele maggiordomo Archie. I tre procedono lo stesso, ma durante la festa Paperone scompare: a questo punto i tre si mettono alla ricerca di chi ha fatto sparire Paperone. Dopo l'interrogatorio agli invitati (tutti loro nemici di Paperone), anche i sospettati scompaiono, e il gruppo scopre che il colpevole è Nick Nokturne, un Bassotto prestigiatore, che risveglia un antico demone per sconfiggere la famiglia di Paperone e dimostrare a Mamma Bass che il corso di magia da lui frequentato non è stato inutile. Mentre scappano, Qui, Quo e Qua scoprono che a far sparire Paperone, è stato lui stesso, e che in realtà il demone evocato da Nick è il fantasma di Archie, che aveva fatto sparire Paperone portandolo in una stanza segreta. Il mistero è risolto, e Paperone proibisce ai ragazzi di fare altre feste.

## Gli anelli mancanti del Moorshire
- Titolo originale: The Missing Links of Moorshire!
- Soggetto: Francisco Angones, Madison Bateman, Colleen Evanson, Ben Joseph, Christian Magalhaes, Bob Snow
- Sceneggiatura: Ben Joseph
- Regia: Matthew Humphreys

### Trama
Paperone e Famedoro si sfidano a villa Moorshire per l'annuale partita a golf del club dei miliardari. Quo si ritrova a fare da caddie di Paperone, mentre Qua viene ingaggiato da Famedoro per il medesimo ruolo. Gaia è presente come osannante tifosa della squadra di Paperone, mentre Qui deve occuparsi della radiocronaca con l'aiuto di Jet per guadagnarsi l'ennesimo distintivo delle Giovani Marmotte. Dopo essere stato distratto da Quo, Paperone perde la pallina nella foresta vicina alla villa, ma quando tutti cercano di recuperarla, vengono teletrasportati da dei menhir in una dimensione abitata da dei Kelpie, ove i druidi celtici si ritiravano a giocare a golf anche dopo il bando dello sport da parte del re di Scozia. I Kelpie costringono i paperi in una partita di golf, e solo così potranno tornare a casa. Assai rocambolescamente, Quo riesce a far entrare la pallina in tutte le buche, e ciò porta a Paperone a perdere la ragione, dovuto all'invidia della bravura del nipote. All'ultima buca, Famedoro si trasforma in pietra: si scopre che la nebbia che aleggia alle loro spalle tramuta in pietra coloro che non finiscono le buche in tempo. Paperone sbaglia il tiro e la pallina finisce su una roccia altissima. I paperi, per recuperarla, salgono uno sulle spalle dell'altro per formare un'alta colonna. Sul momento finale Paperone decide di dare il suo posto a Quo e questi riesce a far buca, perciò i paperi (Famedoro compreso) possono tornare a casa.

## La lancia di Selene
- Titolo originale:  The Spear of Selene!
- Soggetto: Francisco Angones, Madison Bateman, Colleen Evanson, Christian Magalhaes, Bob Snow
- Sceneggiatura: Madison Bateman
- Regia: Dana Terrace

### Trama
Dopo un voluto guasto all’aeroplano, Paperone, Paperino, Gaia, Jet e i ragazzi atterrano su Itaquack, un’isola dove abitano gli dei dell'Olimpo. L'isola però non è nuova a Paperone e Paperino: in passato (con Della) avevano visitato l'isola, Paperino aveva fatto amicizia con Cicognercole e Paperone sfidava Zeus fino a renderlo uno zimbello. Ancora offeso perciò, il dio lo sfida ad una serie di gare per decretare chi è il migliore. Intanto, Quo e Gaia vanno alla ricerca della fantomatica lancia di Selene, per continuare le loro ricerche su Della, e dopo aver affrontato la paura che fosse venuto fuori che Della possa aver tradito la famiglia, incontrano Selene (grande amica di Della), che rivela che non sa cosa sia questa lancia, ma rassicura il paperotto che Della era una brava persona.

## Il giorno del figlio unico
- Titolo originale: Day of the Only Child!
- Soggetto: Francisco Angones, Madison Bateman, Colleen Evanson, Christian Magalhaes, Bob Snow
- Sceneggiatura: Bob Snow
- Regia: Diana Terrace, Tanner Johnson

### Trama
Quo inventa una nuova festa per lui e i suoi fratelli: il giorno del figlio unico. In pratica, ognuno potrà passare la giornata come se non avesse avuto dei fratelli. Qui, il più dispiaciuto di tutti, se ne va al Campo delle Giovani Marmotte dove vuole ottenere una medaglia di lavoro di squadra, che non potrà fare senza Quo e Qua; Qua decide di diventare amico di un ragazzo ricco di nome Tonty; Quo invece registra uno show tutto suo. I Bassotti tentano di rapire Qui e Pico-Bass manda Burger-Bass e Boxy-Bass travestiti da GM, il paperotto, accortosi della loro vera identità, decide di usare loro come squadra per ottenere la medaglia, amicandoseli ed inducendoli ad abbandonare il prepotente Pico per lui. Qua fa amicizia con Tonty, ma scopre che il ragazzo è fuori di testa per via dei soldi che ereditò dalla defunta nonna e tratta i suoi genitori come schiavi e, quel che è peggio, Qua non può scappare dalla sua villa. Quo, intanto, viene attaccato dalla nuova macchina di sicurezza di Villa de Paperoni, manomessa da Gaia, mentre Qui scopre che Burger e Boxy stavano mettendo a repentaglio la vita di Pico e, nel salvarlo dall'albero pericolante dove si trovava, finisce nella villa di Tonty, raggiunto poco dopo anche da Gaia e Quo. I tre gemelli, grazie alle loro doti, riescono a fermare i Bassotti, Tonty e la macchina impazzita, e insieme tornano a casa.

## Un robot pericoloso
- Titolo originale: Beware the B.U.D.D.Y. system!
- Soggetto: Francisco Angones, Madison Bateman, Colleen Evanson, Christian Magalhaes, Bob Snow
- Sceneggiatura: Francisco Angones
- Regia: John Aoshima

### Trama
Mark Becchis inventa un'auto anti-collisione senza pilota chiamato A.M.I.C.O. Jet, invidioso e preoccupato di venir rimpiazzato, organizza una sfida tra lui e A.M.I.C.O. in una gara che decreterà chi sarà il nuovo autista di Paperone. Sebbene aiutato dallo stagista part-time di Archimede, l'imbranato Fenton Paperconchiglia, Jet fallisce, così A.M.I.C.O. è il vincitore e diventa il nuovo autista di Paperone. Quando però Paperone, Becchis, Archimede e Quo cercano di tornare a casa, A.M.I.C.O., costruito con la stessa tecnologia di Edi (Becchis ne aveva trovato i progetti su internet, dato che erano stati pubblicati da Fenton) perde autonomamente il controllo. Jet corre a salvarli, mentre Fenton usa una tuta sperimentale di Archimede per assisterlo, diventando Robopap. Paperone, Becchis, Archimede e Quo sono tratti in salvo. Quando tutti tornano a casa, Becchis dimostra di essersi invaghito della tuta di Robopap e vuole farla sua.

## Il mistero della Laguna Dorata
- Titolo originale: The Golden Lagoon of the White Agony Plains!
- Soggetto: Francisco Angones, Madison Bateman, Colleen Evanson, Christian Magalhaes, Bob Snow
- Sceneggiatura: Bob Snow
- Regia: John Aoshima

### Trama
Al museo dei Famedoro, Paperone incontra la sua ex: Doretta Doremì, una donna con il brutto vizio di tradire e rubare al prossimo, che conobbe ai tempi della corsa all'oro del Klondike, finché lei non lo abbandonò in un blocco di ghiaccio. Doretta ruba da una delle esposizioni parte della mappa della Laguna Dorata della Valle Dell'Agonia Bianca, la cui altra metà ce l'ha Paperone. I due decidono allora di allearsi per ritrovare la Laguna. Dopo molte peripezie e piccoli tentativi di tradimento, i due raggiungono la Laguna. Famedoro compare e rivela che era in combutta con Doretta. Furioso, Paperone attacca Doretta, la quale cade, per colpa di Famedoro, nella laguna di oro fuso. Disperato, Paperone non oppone resistenza e Cuordipietra ruba tutto l'oro della laguna, che a sua volta viene rubata da Doretta, ancora viva grazie ad un amuleto magico.

## Lo $qualo
- Titolo originale: Jaw$!
- Soggetto: Francisco Angones, Madison Bateman, Colleen Evanson, Christian Magalhaes, Bob Snow
- Sceneggiatura: Colleen Evanson
- Regia: Matthew Humphreys

### Trama
Dopo un'altra avventura, Paperone danneggia con un fagiolo magico mezza Paperopoli e la stampa chiede un'intervista in cui possa scusarsi con la popolazione. Intanto, Lena mette un gioiello di sua zia nel tesoro della recente avventura dei paperi, che viene trasferito al deposito. Amelia ha intenzione di evocare uno squalo di monete che cresce finché non trova il suo obbiettivo: la Numero Uno in questo caso. Qui, Quo e Qua vanno a farsi un bagno nel deposito e Quo viene divorato dallo squalo. Qui e Qua corrono da Gaia e Lena per chiedere loro aiuto e, con Jet e la barca di Paperino, tornano al deposito a salvare Quo, ma anche Jet e i ragazzi vengono divorati. Gaia decide quindi di usare un libro di magia per fermare lo squalo, ma Lena lo vieta, per non essere scoperta. Lo squalo irrompe fuori dal deposito e attacca Paperopoli, che sta racimolando i soldi cadenti di Zio Paperone, il quale deve rinunciare all'imbarazzante intervista per fermare il mostro, venendo anch'egli mangiato assieme a Gaia. Lena quindi si butta nelle fauci del mostro e usa l'incantesimo che stava usando Gaia, senza farsi scoprire, per distruggere lo squalo, liberando tutti. Amelia si arrabbia con Lena perché avevano quasi preso la Numero Uno, se solo Lena non avesse deciso di salvare Gaia, e le ricorda che lei è sua e che le concederà la libertà solo una volta che avranno la Numero Uno.

## Dai dossier segreti dell'Agente 22!
- Titolo originale: From the Confidential Casefiles of Agent 22!
- Soggetto: Francisco Angones, Madison Bateman, Colleen Evanson, Christian Magalhaes, Bob Snow
- Sceneggiatura: Christian Magalhaes
- Regia: Tanner Johnson

### Trama
Molti anni fa, a Londra, Beakley (l'Agente 22) e Paperone (Agente de' Paperoni) facevano parte di una associazione segreta di Londra gestita da Pico De Paperis: la S.H.U.S.H. All'epoca Paperone era molto irresponsabile e aveva quasi compromesso la missione: fermare un temuto membro della F.O.W.L., Airone Nero. Il piano di Airone era di impossessarsi della pagina del Libro degli Alchemici, i quali aveva saputo la formula da una tribù leggendaria. Rintracciata Airone, Paperone continua a cacciare entrambi nei guai, finché 22 non è costretta ad uscire fuori dalle regole, bevendo la pozione, memorizzando la formula e facendo esplodere il laboratorio di Airone con lei dentro.
Nel presente, Airone, sopravvissuta, ma senza un braccio, rintraccia l'Agente 22 e la rapisce. Quando Paperone lo scopre, si dirige all'Isola di Airone, seguito però da Gaia. Paperone si rifiuta di portarla, anche perché ora è lui quello ligio e responsabile, mentre Gaia si comporta come era lui da giovane. Airone riesce a catturare entrambi, ma Gaia, spinta da Paperone, ora che conosce il suo spirito d'avventura, la spinge a bere la formula (una pozione che fa rimbalzare la gente) e sconfigge Airone Nero. I paperi tornano a casa, e Paperone decide di considerare Gaia come sua nipote, come sua enorme gioia.

## I pirati dell'aria
- Titolo originale: Sky Pirates... in the Sky!
- Soggetto: Francisco Angones, Madison Bateman, Colleen Evanson, Christian Magalhaes, Bob Snow
- Sceneggiatura: Madison Bateman
- Regia: Matthew Humphreys

### Trama
Quo, durante un viaggio in aereo, è stufo di non avere l'attenzione della famiglia. All'improvviso, il Sunchaser viene attaccato dai pirati dell'aria di Don Massacre, il temuto pirata degli aerei canterino. Senza nemmeno rendersene conto, i Paperi vengono derubati del tesoro che avevano trovato, più un cappello di cui Quo andava fiero, e precipitano nella giungla sudamericana. Approfittando di un momento di distrazione Quo trova uno dei pirati di Massacre ritardatario e si infiltra nella Nube Nera, la nave di Massacre, per riprendersi il cappello, ma viene beccato dai pirati. Mentre Massacre pensa ad una giusta punizione per il clandestino, le guardie gli chiedono cosa stesse facendo sulla nave e Quo racconta del suo cappello, cosa che stava cercando di fare senza successo con i fratelli, ingigantendo così tanto la storia che tutti i pirati lo liberano per ascoltarlo. Dopo aver saputo che i pirati vorrebbero più attenzione dalle loro vittime invece che cedere tutta la gloria coreografa al capitano, Quo organizza un ammutinamento e gettano fuori bordo Massacre, il quale, per recuperare la sua nave, decide di allearsi con i Paperi, che decidono di aiutarlo a recuperare la nave, così da poter riprendere il tesoro. Quo, intanto, viene fatto capitano e felice di essere ascoltato, inizia la sua carriera di pirata attaccando il Sunchaser, appena riparato. Quando Quo scopre che la sua famiglia nemmeno si era accorta che era sparito, non ha alcun problema nel farli andare via con il loro tesoro in modo da non doversi più ricordare di loro, ma i pirati non sono d'accordo e decidono di buttarli fuori bordo e riprendersi Massacre come capitano. Inizia così un duello tra Quo e Massacre nel buio della nave, nel quale Quo e i suoi fratelli si confondono nella penombra, mentre Paperone, Jet e Gaia attivano l'aereo dopo aver recuperato il tesoro. Quando il trucco viene svelato, Quo riesce a trattenere tutti con la loro coreografia e quando il Sunchaser prende il volo, la Nube Nera si schianta su un monte.

## I segreti del Castello de' Paperoni
- Titolo originale: The Secret(s) of Castle McDuck!
- Soggetto: Francisco Angones, Madison Bateman, Colleen Evanson, Christian Magalhaes, Bob Snow
- Sceneggiatura: Bob Snow
- Regia: Matthew Humphreys

### Trama
I Paperi sono diretti a Glasgow, dove a detta di Paperone c'è una cosa pericolosa. Durante il viaggio, Gaia chiede a Quo se ha già detto delle ricerche che ha fatto sulla madre ai fratelli, ottenendo come risposta che non vuole rivelare a loro qualcosa che possa farli arrabbiare. I Paperi raggiungono la destinazione: il Castello dei de' Paperoni, dove Paperone dice che ogni cinque anni la nebbia lo rivela, dandogli la possibilità di ritrovare il tesoro dei templari, ma nel castello abitano anche le più terribili creature: il suo arcigno padre Fergus e la sua super affettuosa madre Piumina. Paperone e Fergus non sono più in buoni rapporti da quando Paperone, restaurando il castello, vi ha accidentalmente gettato sopra una maledizione che li ha resi immortali. Mentre Fergus, vedendo che il figlio è più interessato all'oro che all'affetto famigliare, continua a bisticciare con lui, i nipotini trovano dietro un quadro di Paperino una lettera con su scritto un indizio per il possibile tesoro. Quo vede nell'indizio la calligrafia della madre e cerca di risolverlo prima dei fratelli. I tre si avventurano nei sotterranei segreti risvegliando così, il Mastino Infernale e anche qualcos'altro. Sebbene Quo cerchi di intimare i fratelli a rinunciare, nulla li ferma e trovano la cripta di Paperino, capendo che, come l'indizio era nel suo quadro, il tesoro era nella sua futura tomba, ma trovano solo una borsa. I ragazzi vengono attaccati dal Mastino Infernale e si rifugiano nella cripta. Qui, allora, decide di distrarlo bruciando il contenuto della borsa, ma Quo glielo impedisce rivelando che è il vestiario della loro madre e che ha fatto delle ricerche sulla sua scomparsa ma non ha rivelato niente per non preoccuparli o farli arrabbiare. Per quanto delusi, i fratelli infine perdonano Quo e, a loro insaputa, il Mastino viene scacciato via dai fantasmi dei loro avi. Nella borsa, poi, i tre trovano il cappello di Paperino, capendo che era una caccia al tesoro creata da Della per loro zio, ma poi trovano un altro indizio: il disegno della Lancia di Selene e una data che coincide con la loro data di nascita. Intanto, Fergus e Paperone, tra una lite e l'altra si mettono alla ricerca del tesoro anche loro, e durante il tragitto Fergus ammette che fu lui a far sì che Paperone guadagnasse la Numero Uno dandola allo scavafossi che la diede a Paperone, in modo che Paperone potesse trovarsi una vita migliore che quella povera che stavano trascorrendo. I due fanno finalmente pace e trovano la sala del tesoro, ma il contenuto del forziere è una lettera del padre di Fergus, Dingo, che all'epoca non andavano d'accordo e perciò aveva trasferito il tesoro da tutt'altra parte.

## Chi è Robopap?!
- Titolo originale: Who is Robopap?!
- Soggetto: Francisco Angones, Madison Bateman, Colleen Evanson, Christian Magalh aes, Bob Snow
- Sceneggiatura: Christian Magalhaes
- Regia: Emmy Cicierega, Ben Holm, Jason Reicher

### Trama
Robopap fa la sua prima azione eroica sventando una rapina dei Bassotti alla banca (salvando Qui, usato come ostaggio) ma distruggendo il complesso con il quotidiano malfunzionamento della tuta. Dopo aver salvato Mark Becchis, Robopap e invitato da questi a unirsi a lui. Dopo essere precipitato dal cielo dopo l'assenza di batteria nella tuta, Archimede lo licenzia in quanto le sue bravate stanno compromettendo la qualità delle sue invenzioni. Non potendo accettarlo, Fenton fugge con la tuta e accetta la proposta di Becchis. Effettivamente, grazie a lui, Robopap riacquista popolarità e diventa un eroe al servizio della città e ben pagato. Sfortunatamente, Robopap scopre che il progetto di "chiamata di soccorso" funziona solo con i clienti di Becchis, inoltre non può nemmeno rifiutare una richiesta (molte delle quali banali faccende domestiche) altrimenti ci saranno guai tecnici. Non potendo aiutare le persone veramente nei guai, Robopap si licenzia, ma la spilla di Becchis che "l'eroe" indossa manda in corto la tuta che si mette addosso a lui. Ma le cose vanno male per il milionario e la tuta subisce un altro corto che Becchis non è in grado di sostenere. Per salvare la madre (capitano della polizia) e Qui, che rischiano di venire schiacciati da alcuni disastri causati dal corto, Fenton richiama la tuta a sé e salva madre e ammiratore. Qui riesce a sistemare i difetti della tuta collegandola al cervello di Fenton e, successivamente, Paperone ed Archimede lo riassumono.

## L'altro deposito di Paperone
- Titolo originale: The Other Bin of Scrooge McDuck!
- Soggetto: Francisco Angones, Madison Bateman, Colleen Evanson, Francisco Magalhaes, Bob Snow
- Sceneggiatura: Colleen Evanson
- Regia: John Aoshima

### Trama
Lena e Amelia stanno per prendere la Numero Uno dal dormiente Paperone con un pugnale magico, ma la ragazza viene quasi scoperta da Gaia, ma trova un alibi perfetto dicendo che anche lei è una fan di Paperone. Quest'ultimo, intanto, non fidandosi più della sicurezza nella sua villa e temendo per l'incolumità del suo portafortuna, decide di mettere la Numero Uno nell'Altro Deposito, un suo archivio dove contenere gli oggetti magici troppo pericolosi locato sotto la villa. Lena convince Gaia ad esplorarlo per vedere, per la prima volta, la Numero Uno da vicino. Nel frattempo, Qui porta in casa un Bigfoot, da lui chiamato "Piedidolci". Qua inizia a diventare geloso di Piedidolci quando nota che i suoi fratelli vogliono più bene a lui, ma scopre anche che il Bigfoot (chiamato Gavin) è intelligente e che ha intenzione di usare la Villa come sua casa delle feste. Scoperto, Gavin si affida alla sua mole per ricattare Qua al non dire nulla. Qua tuttavia lo rasa e vaneggia sul fatto che senza la foresta Piedidolci sta morendo e i ragazzi lo riportano nella sua foresta. Le ragazze riescono a trovare l'Altro Deposito e sembrano trovare la camera con il decino: Lena entra e afferra la moneta e sua zia si scinde da lei. Una volta trasformata Gaia in una bambola, Amelia chiede alla nipote il decino, ma Lena si rifiuta e Amelia le aizza contro Gaia, che viene polverizzata dalla ragazza. In quel momento, Lena si sveglia e scopre che aveva sognato tutto poiché il contenuto della stanza era un acchiappasogni che l'ha trasportata nel suo peggior incubo. Uscendo, le due incontrano Paperone (che avendo visto il Bigfoot uscire) riprende il suo decino. Non volendo più sottostare alla zia, Lena sta per dire a Paperone la verità, ma Amelia la blocca e si impossessa del suo corpo, impedendole di fare qualcosa.

## L'ultimo schianto del Sunchaser
- Titolo originale: The Last Crash of the Sunchaser!
- Soggetto: Francisco Angones, Madison Bateman, Colleen Evanson, Christian Magalhaes, Bob Snow
- Sceneggiatura: Francisco Angones
- Regia: John Aoshima

### Trama
I paperi di Villa de' Paperoni si preparano per un viaggio in aereo, mentre Paperino decide di restare per riparare la sua casa galleggiante. Durante il viaggio, Beakley non si sente affatto rassicurata dalle condizioni del Sunchaser e i ragazzi organizzano in segreto per mettere assieme gli ultimi pezzi del mistero di Della con dei documenti stracciati dategli dalla segretaria Miss Paperett. Al momento di risolverlo, Paperone finisce col far finire l'aereo in bilico su un picco, con un motore rotto. I ragazzi cercano di riprendere l'ultimo pezzo del documento, ma l'aereo rischia di sbilanciarsi, perdendo già gran parte del carico. Di conseguenza Paperone scopre il pezzo, ma il vento lo porta via. Durante l'inseguimento, vengono fuori gli appunti su Della che i ragazzi avevano trovato. Paperone e Quo si dirigono sull'ala e recuperano il foglio, quindi Paperone spiega ciò che era successo: Della e Paperino prendevano parte alle sue avventure in giro per il mondo, finché la ragazza decise di spingere le loro spedizioni nello spazio. Paperino rifiutò all'idea, in quanto a breve sarebbe diventata madre, ma Paperone decise di costruire per lei un'astronave, la Lancia di Selene, da regalarle quando i nipotini sarebbero nati. Della, però, la scoprì prima del dovuto e salì a bordo per un giro di prova, Paperone si accorse troppo tardi della partenza del razzo e, dopo essersi messo in contatto con la nipote, le diede indicazioni per ritornare passando per una tempesta cosmica, ma la navetta si guastò e Della si perse nello spazio. Furibondo Paperino se ne andò portandosi dietro i suoi nipoti ancora nelle uova. I nipoti si arrabbiano con lo zio, dandogli la colpa per la scomparsa della loro madre e, pregiudicandolo per via della sua avarizia, lo accusano di non aver speso nemmeno un soldo per una ricerca, dando il via ad una violenta discussione che include anche Gaia e Tata. Proprio allora, l'aero si sbilancia e casca a terra, con Jet che riesce a farlo "schiantare" dolcemente. Tornati a Villa de' Paperoni, i nipoti rivelano tutto a Paperino e gli chiedono di tornare a vivere al molo. Mentre anche Gaia e Tata prendono le ferie, Paperone rimane da solo e ripercorre i ricordi della spedizione che gli è costata quasi due terzi del suo patrimonio, finché i Buzzard non lo hanno obbligato ad abbandonare il progetto. Ora Paperone è di nuovo allontanato dai suoi parenti e odiato da tutti, e a lui va benissimo così.

## La guerra delle ombre
- Titolo originale: The Shadow War!
- Soggetto: Francisco Angones, Madison Bateman, Colleen Evanson, Christian Magalhaes, Bob Snow
- Sceneggiatura: Madison Bateman, Colleen Evanson, Christian Magalhaes, Bob Snow
- Regia: Matthew Humphreys, Tanner Johnson

### Trama
Per tirare i ragazzi su di morale, Paperino decide di trasferirsi a Cape Suzette. Gaia e Jet scoprono dei loro piani e tentano di far riappacificare Paperone e i ragazzi con una cena di scuse. Intanto, Amelia (sempre possedendo Lena) nota che l'eclissi si sta avvicinando e, usando la Numero Uno durante l'evento, lei diverrà super potente e potrà vendicarsi su Paperone per averla ridotta ad un'ombra. Arrivata alla villa, Amelia viene messa al corrente della situazione e scopre che Paperone si è lasciato andare dalla depressione. Intanto, Gaia, Jet e Beakley cercano di andare avanti con la cena di scuse, nell'attesa che Paperone arrivi, ma Amelia, fingendosi Paperone, li inganna e continuano ad aspettare il suo arrivo. Stufa della pateticità di Paperone, Amelia lo convince a ripartire da zero e si offre di buttargli via tutto del suo passato, compresa la Numero Uno, ma Paperone inizia a diffidare e Amelia lo attacca e gli ruba il decino proprio mentre avviene l'eclissi e Amelia riesce finalmente a recuperare sia il suo corpo che i suoi veri poteri e imprigiona Paperone e Lena, per poi trasformare la villa nella sua base ombrosa. Alla barca, Beakley rivela ai nipoti che Paperone non aveva davvero badato a spese nella ricerca di Della, quasi finendo in bancarotta e isolandosi dagli altri famigliari per proteggerli da sé stesso. I ragazzi hanno un ripensamento sul prozio e decidono di perdonarlo, ma vedono la villa avvolta dalle tenebre. Intanto, discutendo su chi abbia la famiglia peggiore, Lena dice a Paperone di invidiare la famiglia del milionario e che vorrebbe farne parte, facendo cambiare idea anche a Paperone, che le promette un posto nella propria famiglia, se ne usciranno interi, ma Amelia, sentendo tutto, trasforma la nipote nella sua ombra e rinchiude Paperone nella Numero Uno. Dalla villa, Amelia scaglia un maleficio su Paperopoli, facendo animare le ombre di tutti i cittadini e assorbendone il loro potere, mentre si dirige al Deposito, facendone il suo nuovo castello.
I Paperi, raggiunti anche da Archimede, Edi e Fenton, decidono di andare a salvare Paperone, ma Paperino ordina ai giovani di restare al molo. I ragazzi, ovviamente, non lo ascoltano e tentano di chiedere aiuto a Lena, scoprendo nel suo rifugio il suo diario in cui scoprono tutto: durante l'ultimo scontro tra Amelia e Paperone, questi ritorse un incantesimo alla strega grazie alla Numero Uno, intrappolandola al suo interno, ma con i pochi poteri rimasti, Amelia animò la sua ombra, che diventò Lena, mentre il suo scettro divenne l'amuleto che la ragazza porta sempre con sé. Passando per il laboratorio di Archimede sott'acqua, i Paperi penetrano facilmente nel Deposito. Gli altri, intanto, vengono respinti dalle ombre di Amelia, fino a che Fenton non fonde Edi con la pistola anti-ombre di Archimede, decimandole. Paperino e i nipoti riescono a raggiungere l'ufficio di Paperone e da lì alla cassaforte. Mentre Paperino combatte le ombre, i quattro ragazzi combattono contro la fattucchiera, la quale riesce a metterli al tappeto. Sul punto di eliminarli con un raggio magico, il braccialetto dell'amicizia di Gaia, riesce a respingere la magia e a scindere Lena da Amelia, ma Amelia la fa scomparire. Ancor più furiosa, Gaia si avventa su Amelia e Quo riesce a recuperare la Numero Uno: così facendo, l'incantesimo su Paperone si spezza e questi si libera. Alla fine, Paperone distrugge lo scettro di Amelia, privandola dei poteri e riportando tutto alla normalità. La fattucchiera fugge promettendo vendetta, Gaia perdona Lena di averla usata e (a sua insaputa) quest'ultima si rifugia nella sua ombra. Paperone riabbraccia la sua famiglia e quando sono intervistati alla TV, la trasmissione raggiunge il relitto della Lancia di Selene sulla Luna, dove è vista da Della.